# 赵集镇 (阜南县)
赵集镇，是中华人民共和国安徽省阜阳市阜南县下辖的一个乡镇级行政单位。

## 行政区划
赵集镇下辖以下地区：
赵集村、冷庄村、刘大营村、三神村、大聂村、新河村、支庙村、耿集村、王寨村、任大村和刘集村。